# Torneo femenino de waterpolo en los Juegos Olímpicos de Río de Janeiro 2016
El torneo femenino de waterpolo en los Juegos Olímpicos de Río de Janeiro 2016 se realizó en el Estadio Olímpico de Deportes Acuáticos y en el Parque Acuático María Lenk de Río de Janeiro del 6 al 20 de agosto de 2016.

## Calendario
| FG | Fase de grupos | ¼ | Cuartos de final | ½ | Semifinales | 3° | Tercer lugar | F | Final |

| Evento↓/Fecha → | Mar 9 | Mie 10 | Jue 11 | Vie 12 | Sab 13 | Dom 14 | Lun 15 | Mar 16 | Mie 17 | Jue 18 | Vie 19 | Vie 19 |
| --------------- | ----- | ------ | ------ | ------ | ------ | ------ | ------ | ------ | ------ | ------ | ------ | ------ |
| Torneo femenino | FG    |        | FG     |        | FG     |        | ¼      |        | ½      |        | 3°     | F      |

### Formato de competición
En la fase preliminar 8 equipos estuvieron divididos en dos grupos de 4. Se jugó un partido contra cada equipo dentro del mismo grupo. Todos ellos avanzaron a Ccartos de final. Los ganadores de cuartos de final alcanzaron las semifinales y los ganadores disputaron la medalla de oro mientras que los perdedores lucharon por la medalla de bronce.

## Clasificación
| Competición                      | Fecha                        | Sede                    | Plazas | Equipos clasificados               |
| -------------------------------- | ---------------------------- | ----------------------- | ------ | ---------------------------------- |
| País anfitrión                   | –                            | –                       | 1      | Brasil                             |
| Torneo asiático de clasificación | 16 – 20 de diciembre de 2015 | Foshan ( China)         | 1      | China                              |
| Campeonato Europeo               | 10 – 22 de enero de 2016     | Belgrado ( Serbia)      | 1      | Hungría                            |
| Oceanía                          | –                            | –                       | 1      | Australia                          |
| Torneo africano de clasificación | –                            | –                       | 1      | –                                  |
| Torneo Preolímpico               | 21 – 28 de marzo de 2016     | Gouda · ( Países Bajos) | 4      | Estados Unidos Italia Rusia España |
| TOTAL                            |                              |                         | 8      | 8                                  |

1. ↑  No hubo torneo africano por falta de equipos participantes.
2. ↑  12 selecciones participantes, divididas en dos grupos:
Grupo A –  Japón,  España,  Sudáfrica,  Canadá,  Grecia y  Estados Unidos
Grupo B –   Francia,  Italia,  Nueva Zelanda,  Rusia,  Cuba y  Países Bajos.

## Árbitros
Los siguientes árbitros fueron seleccionados para el torneo.
| - Germán Moller - Daniel Flahive - Mark Koganov - Fabio Toffoli - Marie-Claude Deslières - Ni Shi Wei - Nenad Peris - Hatem Gaber | - Benjamin Mercier - Georgios Stavridis - Péter Molnár - Masoud Rezvani - Fillippo Gómez - Tadao Tahara - Stanko Ivanovski - Diana Dutilh-Dumas | - Radosław Koryzna - Adrian Alexandrescu - Sergey Naumov - Vojin Putniković - Boris Margeta - Dion Willis - Xavier Buch - Joseph Peila |

## Fase de grupos

### Grupos
Los grupos fueron anunciados el 10 de abril de 2016.
| Grupo A   | Grupo B        |
| --------- | -------------- |
| Italia    | España         |
| Rusia     | China          |
| Australia | Hungría        |
| Brasil    | Estados Unidos |

### Grupo A
- Los horarios corresponden al huso horario local UTC -03:00

| Pos | Países    | J | G | E | P | GF | GC | DG  | Pts |
| --- | --------- | - | - | - | - | -- | -- | --- | --- |
| 1   | Italia    | 3 | 3 | 0 | 0 | 27 | 15 | 12  | 6   |
| 2   | Australia | 3 | 2 | 0 | 1 | 31 | 15 | 16  | 4   |
| 3   | Rusia     | 3 | 1 | 0 | 2 | 23 | 31 | -8  | 2   |
| 4   | Brasil    | 3 | 0 | 0 | 3 | 13 | 33 | -20 | 0   |

|  | Clasificadas para los cuartos de final |

* Reglas de desempate entre equipos con el mismo número de puntos:
1. Goles marcados en todos los partidos.

#### Resultados

##### Jornada 1
| 9 de agosto de 2016, 10:20 | Italia     | 9 : 3                          | Brasil | Parque Acuático María Lenk, Río de Janeiro |                                            |
|                            | Bianconi 3 | ( 1:1, 2:0, 3:0, 3:2 ) Reporte |        | Árbitro(s): Diana Dutilh-Dumas Dion Willis | Árbitro(s): Diana Dutilh-Dumas Dion Willis |

| 9 de agosto de 2016, 13:00 | Rusia        | 4 : 14                         | Australia  | Parque Acuático María Lenk, Río de Janeiro             |                                                        |
|                            | Prokofyeva 2 | ( 0:3, 1:5, 3:2, 0:4 ) Reporte | 4 Southern | Árbitro(s): Marie-Claude Deslières Adrian Alexandrescu | Árbitro(s): Marie-Claude Deslières Adrian Alexandrescu |

##### Jornada 2
| 11 de agosto de 2016, 9:00 | Rusia                 | 14 : 7                         | Brasil      | Parque Acuático María Lenk, Río de Janeiro  |                                             |
|                            | Prokofyeva, Ivanova 3 | ( 2:4, 2:0, 4:2, 6:1 ) Reporte | 4 Chiappini | Árbitro(s): Diana Dutilh-Dumas Tadao Tahara | Árbitro(s): Diana Dutilh-Dumas Tadao Tahara |

| 11 de agosto de 2016, 10:20 | Italia      | 8 : 7                          | Australia           | Parque Acuático María Lenk, Río de Janeiro |                                        |
|                             | Garibotti 3 | ( 4:2, 0:1, 2:3, 2:1 ) Reporte | 2 Webster, Southern | Árbitro(s): Péter Molnár Boris Margeta     | Árbitro(s): Péter Molnár Boris Margeta |

##### Jornada 3
| 13 de agosto de 2016, 10:20 | Rusia     | 5 : 10                         | Italia     | Parque Acuático María Lenk, Río de Janeiro   |                                              |
|                             | Grineva 2 | ( 2:3, 1:2, 1:3, 1:2 ) Reporte | 3 Bianconi | Árbitro(s): Joseph Peila Adrian Alexandrescu | Árbitro(s): Joseph Peila Adrian Alexandrescu |

| 13 de agosto de 2016, 11:40 | Australia         | 10 : 3                         | Brasil | Parque Acuático María Lenk, Río de Janeiro |                                          |
|                             | Webster, Gofers 2 | ( 1:1, 4:1, 2:0, 3:1 ) Reporte |        | Árbitro(s): Dion Willis Benjamin Mercier   | Árbitro(s): Dion Willis Benjamin Mercier |

### Grupo B
- Los horarios corresponden al huso horario local UTC -03:00

| Pos | Países         | J | G | E | P | GF | GC | DG  | Pts |
| --- | -------------- | - | - | - | - | -- | -- | --- | --- |
| 1   | Estados Unidos | 3 | 3 | 0 | 0 | 34 | 14 | 20  | 6   |
| 2   | España         | 3 | 2 | 0 | 1 | 27 | 29 | -2  | 4   |
| 3   | Hungría        | 3 | 1 | 0 | 2 | 29 | 33 | -4  | 2   |
| 4   | China          | 3 | 0 | 0 | 3 | 23 | 37 | -14 | 0   |

|  | Clasificadas para los cuartos de final |

* Reglas de desempate entre equipos con el mismo número de puntos:
1. Goles marcados en todos los partidos.

#### Resultados

##### Jornada 1
| 9 de agosto de 2016, 9:00 | China     | 11 : 13                        | Hungría      | Parque Acuático María Lenk, Río de Janeiro |                                            |
|                           | Niu, Ma 3 | ( 2:2, 4:4, 3:6, 2:1 ) Reporte | 4 D. Czigány | Árbitro(s): Nenad Peris Georgios Stavridis | Árbitro(s): Nenad Peris Georgios Stavridis |

| 9 de agosto de 2016, 11:40 | España               | 4 : 11                         | Estados Unidos                 | Parque Acuático María Lenk, Río de Janeiro |                                           |
|                            | Maica García Godoy 2 | ( 1:4, 1:3, 2:2, 0:2 ) Reporte | 2 Steffens, Mathewson, Neushul | Árbitro(s): Daniel Flahive Fillippo Gómez  | Árbitro(s): Daniel Flahive Fillippo Gómez |

##### Jornada 2
| 11 de agosto de 2016, 11:40 | China | 4 : 12                         | Estados Unidos        | Parque Acuático María Lenk, Río de Janeiro  |                                             |
|                             |       | ( 1:4, 0:3, 2:3, 1:2 ) Reporte | 4 Steffens, Musselman | Árbitro(s): Radosław Koryzna Fillippo Gómez | Árbitro(s): Radosław Koryzna Fillippo Gómez |

| 11 de agosto de 2016, 13:00 | España                                       | 11 : 10                        | Hungría | Parque Acuático María Lenk, Río de Janeiro          |                                                     |
|                             | Espar, Tarragó, García, Ortiz, Forca Ariza 2 | ( 2:2, 4:4, 4:1, 1:3 ) Reporte | 5 Bujka | Árbitro(s): Marie-Claude Deslières Vojin Putniković | Árbitro(s): Marie-Claude Deslières Vojin Putniković |

##### Jornada 3
| 13 de agosto de 2016, 9:00 | China  | 8 : 12                         | España          | Parque Acuático María Lenk, Río de Janeiro |                                        |
|                            | Cong 3 | ( 2:3, 4:4, 1:2, 1:3 ) Reporte | 4 López Ventosa | Árbitro(s): Boris Margeta Péter Molnár     | Árbitro(s): Boris Margeta Péter Molnár |

| 13 de agosto de 2016, 13:00 | Hungría | 6 : 11                         | Estados Unidos | Parque Acuático María Lenk, Río de Janeiro            |                                                       |
|                             | Szűcs 2 | ( 2:2, 1:5, 1:1, 2:3 ) Reporte | 4 Steffens     | Árbitro(s): Marie-Claude Deslières Diana Dutilh-Dumas | Árbitro(s): Marie-Claude Deslières Diana Dutilh-Dumas |

## Fase Final

### Medallero
| Evento | Oro                             | Plata                      | Bronce                                |
| ------ | ------------------------------- | -------------------------- | ------------------------------------- |
|        | Campeón Olímpico Estados Unidos | Subcampeón Olímpico Italia | Ganador de la Medalla de Bronce Rusia |

### Cuadro de eliminatorias
|  | Quinto puesto                        | Quinto puesto                        |                                      |       | Crossover                            | Crossover                            |                                      |                                      | Cuartos de final                     | Cuartos de final |         |        | Semifinales                          | Semifinales                          |  |  | Final                                | Final                                |
|  |                                      |                                      |                                      |       |                                      |                                      |                                      |                                      |                                      |                  |         |        |                                      |                                      |  |  |                                      |                                      |
|  |                                      |                                      |                                      |       |                                      |                                      |                                      |                                      | 15 agosto, Estadio Olímpico Acuático |                  |         |        |                                      |                                      |  |  |                                      |                                      |
|  |                                      |                                      |                                      |       |                                      |                                      |                                      |                                      |                                      |                  |         |        |                                      |                                      |  |  |                                      |                                      |
|  | 19 agosto, Estadio Olímpico Acuático | 19 agosto, Estadio Olímpico Acuático |                                      |       | 17 agosto, Estadio Olímpico Acuático | 17 agosto, Estadio Olímpico Acuático |                                      |                                      | Italia                               | 12               |         |        | 17 agosto, Estadio Olímpico Acuático | 17 agosto, Estadio Olímpico Acuático |  |  | 19 agosto, Estadio Olímpico Acuático | 19 agosto, Estadio Olímpico Acuático |
|  | 19 agosto, Estadio Olímpico Acuático | 19 agosto, Estadio Olímpico Acuático |                                      |       | 17 agosto, Estadio Olímpico Acuático | 17 agosto, Estadio Olímpico Acuático |                                      |                                      | Italia                               | 12               |         |        | 17 agosto, Estadio Olímpico Acuático | 17 agosto, Estadio Olímpico Acuático |  |  | 19 agosto, Estadio Olímpico Acuático | 19 agosto, Estadio Olímpico Acuático |
|  | 19 agosto, Estadio Olímpico Acuático | 19 agosto, Estadio Olímpico Acuático |                                      |       | 17 agosto, Estadio Olímpico Acuático | 17 agosto, Estadio Olímpico Acuático | China                                | 7                                    |                                      |                  |         |        | 17 agosto, Estadio Olímpico Acuático | 17 agosto, Estadio Olímpico Acuático |  |  | 19 agosto, Estadio Olímpico Acuático | 19 agosto, Estadio Olímpico Acuático |
|  | 19 agosto, Estadio Olímpico Acuático | 19 agosto, Estadio Olímpico Acuático |                                      | China | 6                                    |                                      | China                                | 7                                    |                                      |                  |         | Italia | 12                                   |                                      |  |  | 19 agosto, Estadio Olímpico Acuático | 19 agosto, Estadio Olímpico Acuático |
|  | 19 agosto, Estadio Olímpico Acuático | 19 agosto, Estadio Olímpico Acuático | 15 agosto, Estadio Olímpico Acuático | China | 6                                    |                                      |                                      |                                      |                                      |                  |         | Italia | 12                                   |                                      |  |  | 19 agosto, Estadio Olímpico Acuático | 19 agosto, Estadio Olímpico Acuático |
|  | 19 agosto, Estadio Olímpico Acuático | 19 agosto, Estadio Olímpico Acuático |                                      |       | España                               | 11                                   |                                      |                                      | Rusia                                | 9                |         |        |                                      |                                      |  |  | 19 agosto, Estadio Olímpico Acuático | 19 agosto, Estadio Olímpico Acuático |
|  | 19 agosto, Estadio Olímpico Acuático | 19 agosto, Estadio Olímpico Acuático | España                               | 10    | España                               | 11                                   |                                      |                                      | Rusia                                | 9                |         |        |                                      |                                      |  |  | 19 agosto, Estadio Olímpico Acuático | 19 agosto, Estadio Olímpico Acuático |
|  | 19 agosto, Estadio Olímpico Acuático | 19 agosto, Estadio Olímpico Acuático | España                               | 10    |                                      |                                      |                                      |                                      |                                      |                  |         |        |                                      |                                      |  |  | 19 agosto, Estadio Olímpico Acuático | 19 agosto, Estadio Olímpico Acuático |
|  | 19 agosto, Estadio Olímpico Acuático | 19 agosto, Estadio Olímpico Acuático |                                      |       | Rusia                                | 12                                   |                                      |                                      |                                      |                  |         |        |                                      |                                      |  |  | 19 agosto, Estadio Olímpico Acuático | 19 agosto, Estadio Olímpico Acuático |
|  | España                               | 12                                   |                                      |       | Rusia                                | 12                                   | Italia                               | 5                                    |                                      |                  |         |        |                                      |                                      |  |  |                                      |                                      |
|  | España                               | 12                                   | 15 agosto, Estadio Olímpico Acuático |       |                                      |                                      | Italia                               | 5                                    |                                      |                  |         |        |                                      |                                      |  |  |                                      |                                      |
|  | Australia                            | 10                                   |                                      |       | Estados Unidos                       | 12                                   |                                      |                                      |                                      |                  |         |        |                                      |                                      |  |  |                                      |                                      |
|  | Australia                            | 10                                   | Australia                            | 8 (3) | Estados Unidos                       | 12                                   |                                      |                                      |                                      |                  |         |        |                                      |                                      |  |  |                                      |                                      |
|  |                                      |                                      | Australia                            | 8 (3) | 17 agosto, Estadio Olímpico Acuático | 17 agosto, Estadio Olímpico Acuático | 17 agosto, Estadio Olímpico Acuático | 17 agosto, Estadio Olímpico Acuático |                                      |                  |         |        |                                      |                                      |  |  |                                      |                                      |
|  |                                      |                                      | Hungría (pen.)                       | 8 (5) | 17 agosto, Estadio Olímpico Acuático | 17 agosto, Estadio Olímpico Acuático | 17 agosto, Estadio Olímpico Acuático | 17 agosto, Estadio Olímpico Acuático |                                      |                  |         |        |                                      |                                      |  |  |                                      |                                      |
|  | Séptimo puesto                       | Séptimo puesto                       | Hungría (pen.)                       | 8 (5) | Australia                            | 11                                   |                                      |                                      |                                      |                  | Hungría | 10     | Tercer puesto                        | Tercer puesto                        |  |  |                                      |                                      |
|  | Séptimo puesto                       | Séptimo puesto                       | 15 agosto, Estadio Olímpico Acuático |       | Australia                            | 11                                   |                                      |                                      |                                      |                  | Hungría | 10     | Tercer puesto                        | Tercer puesto                        |  |  |                                      |                                      |
|  | 19 agosto, Estadio Olímpico Acuático | 19 agosto, Estadio Olímpico Acuático |                                      |       | Brasil                               | 4                                    |                                      |                                      | Estados Unidos                       | 14               |         |        | 19 agosto, Estadio Olímpico Acuático | 19 agosto, Estadio Olímpico Acuático |  |  |                                      |                                      |
|  | China                                | 10                                   | Estados Unidos                       | 13    | Brasil                               | 4                                    | Rusia (pen.)                         | 12 (7)                               | Estados Unidos                       | 14               |         |        |                                      |                                      |  |  |                                      |                                      |
|  | China                                | 10                                   | Estados Unidos                       | 13    |                                      |                                      | Rusia (pen.)                         | 12 (7)                               |                                      |                  |         |        |                                      |                                      |  |  |                                      |                                      |
|  | Brasil                               | 5                                    |                                      |       | Brasil                               | 3                                    |                                      |                                      | Hungría                              | 12 (6)           |         |        |                                      |                                      |  |  |                                      |                                      |
|  | Brasil                               | 5                                    |                                      |       | Brasil                               | 3                                    |                                      |                                      | Hungría                              | 12 (6)           |         |        |                                      |                                      |  |  |                                      |                                      |

#### Cuartos de final
| 15 de agosto de 2016, 14:10 Partido 16 | Brasil                          | 3 : 13                         | Estados Unidos                          | Estadio Olímpico Acuático, Río de Janeiro   |                                             |
|                                        | Chiappini, Duarte, Mantellato 1 | ( 0:5, 0:3, 0:5, 3:0 ) Reporte | 2 Steffens, Neushul, Fischer, Gilchrist | Árbitro(s): Diana Dutilh-Dumas Tadao Tahara | Árbitro(s): Diana Dutilh-Dumas Tadao Tahara |

| 15 de agosto de 2016, 15:30 Partido 13 | Australia  | 8 : 8 (pen. 3:5)               | Hungría             | Estadio Olímpico Acuático, Río de Janeiro |                                          |
|                                        | Southern 3 | ( 3:1, 2:2, 2:3, 1:2 ) Reporte | 2 Bujka, Keszthelyi | Árbitro(s): Xavier Buch Vojin Putniković  | Árbitro(s): Xavier Buch Vojin Putniković |

| 15 de agosto de 2016, 18:20 Partido 14 | Rusia      | 12 : 10                        | España                   | Estadio Olímpico Acuático, Río de Janeiro      |                                                |
|                                        | Fedotova 4 | ( 2:3, 3:2, 5:3, 2:2 ) Reporte | 3 Tarragó, López Ventosa | Árbitro(s): Marie-Claude Deslières Nenad Peris | Árbitro(s): Marie-Claude Deslières Nenad Peris |

| 15 de agosto de 2016, 19:40 Partido 15 | Italia     | 12 : 7                         | China   | Estadio Olímpico Acuático, Río de Janeiro          |                                                    |
|                                        | Bianconi 3 | ( 1:1, 3:1, 4:2, 4:3 ) Reporte | 3 Zhang | Árbitro(s): Georgios Stavridis Adrian Alexandrescu | Árbitro(s): Georgios Stavridis Adrian Alexandrescu |

#### Eliminatoria 5.º al 8.º
| 17 de agosto de 2016, 11:00 Partido 17 | Australia            | 11 : 4                         | Brasil      | Estadio Olímpico Acuático, Río de Janeiro     |                                               |
|                                        | Arancini, Southern 3 | ( 2:1, 3:1, 4:1, 2:1 ) Reporte | 2 Chiappini | Árbitro(s): Marie-Claude Deslières Ni Shi Wei | Árbitro(s): Marie-Claude Deslières Ni Shi Wei |

| 17 de agosto de 2016, 15:10 Partido 19 | España                                             | 11 : 6                         | China | Estadio Olímpico Acuático, Río de Janeiro  |                                            |
|                                        | Forca Ariza, López Ventosa, García 2 Peña, Espar 2 | ( 2:2, 2:0, 4:2, 3:2 ) Reporte | 2 Ma  | Árbitro(s): Radosław Koryzna Fabio Toffoli | Árbitro(s): Radosław Koryzna Fabio Toffoli |

#### Semifinales
| 17 de agosto de 2016, 12:20 Partido 20 | Rusia               | 9 : 12                         | Italia      | Estadio Olímpico Acuático, Río de Janeiro |                                      |
|                                        | Ivanova, Lisunova 2 | ( 2:2, 2:4, 0:2, 5:4 ) Reporte | 5 Garibotti | Árbitro(s): Xavier Buch Mark Koganov      | Árbitro(s): Xavier Buch Mark Koganov |

| 17 de agosto de 2016, 16:30 Partido 18 | Hungría      | 10 : 14                        | Estados Unidos | Estadio Olímpico Acuático, Río de Janeiro     |                                               |
|                                        | Keszthelyi 4 | ( 2:3, 3:5, 3:4, 2:2 ) Reporte | 4 Steffens     | Árbitro(s): Daniel Flahive Georgios Stavridis | Árbitro(s): Daniel Flahive Georgios Stavridis |

#### 7.º y 8.º puesto
| 19 de agosto de 2016, 10:00 Partido 21 | Brasil      | 5 : 10                         | China            | Estadio Olímpico Acuático, Río de Janeiro |                                        |
|                                        | Chiappini 3 | ( 2:2, 0:2, 0:2, 3:4 ) Reporte | 2 Ma, Zhao, Wang | Árbitro(s): Daniel Flahive Nenad Peris    | Árbitro(s): Daniel Flahive Nenad Peris |

#### 5.º y 6.º puesto
| 19 de agosto de 2016, 14:10 Partido 22 | Australia  | 10 : 12                        | España    | Estadio Olímpico Acuático, Río de Janeiro        |                                                  |
|                                        | Buckling 3 | ( 5:4, 2:3, 1:3, 2:2 ) Reporte | 7 Tarragó | Árbitro(s): Marie-Claude Deslières Sergey Naumov | Árbitro(s): Marie-Claude Deslières Sergey Naumov |

#### Medalla de Bronce
| 19 de agosto de 2016, 11:20 Partido 23 | Rusia      | 12 : 12 (pen. 7:6)             | Hungría | Estadio Olímpico Acuático, Río de Janeiro     |                                               |
|                                        | Fedotova 5 | ( 3:3, 3:4, 3:1, 3:4 ) Reporte | 3 Bujka | Árbitro(s): Diana Dutilh-Dumas Fillippo Gómez | Árbitro(s): Diana Dutilh-Dumas Fillippo Gómez |

#### Medalla de Oro
| 19 de agosto de 2016, 15:30 Partido 24 | Estados Unidos | 12 : 5                         | Italia     | Estadio Olímpico Acuático, Río de Janeiro   |                                             |
|                                        | Neushul 3      | ( 4:1, 1:2, 4:1, 3:1 ) Reporte | 2 Radicchi | Árbitro(s): Adrian Alexandrescu Xavier Buch | Árbitro(s): Adrian Alexandrescu Xavier Buch |